# Saxifraga granulata
Saxifraga granulata es una especie de la familia de las saxifragáceas.

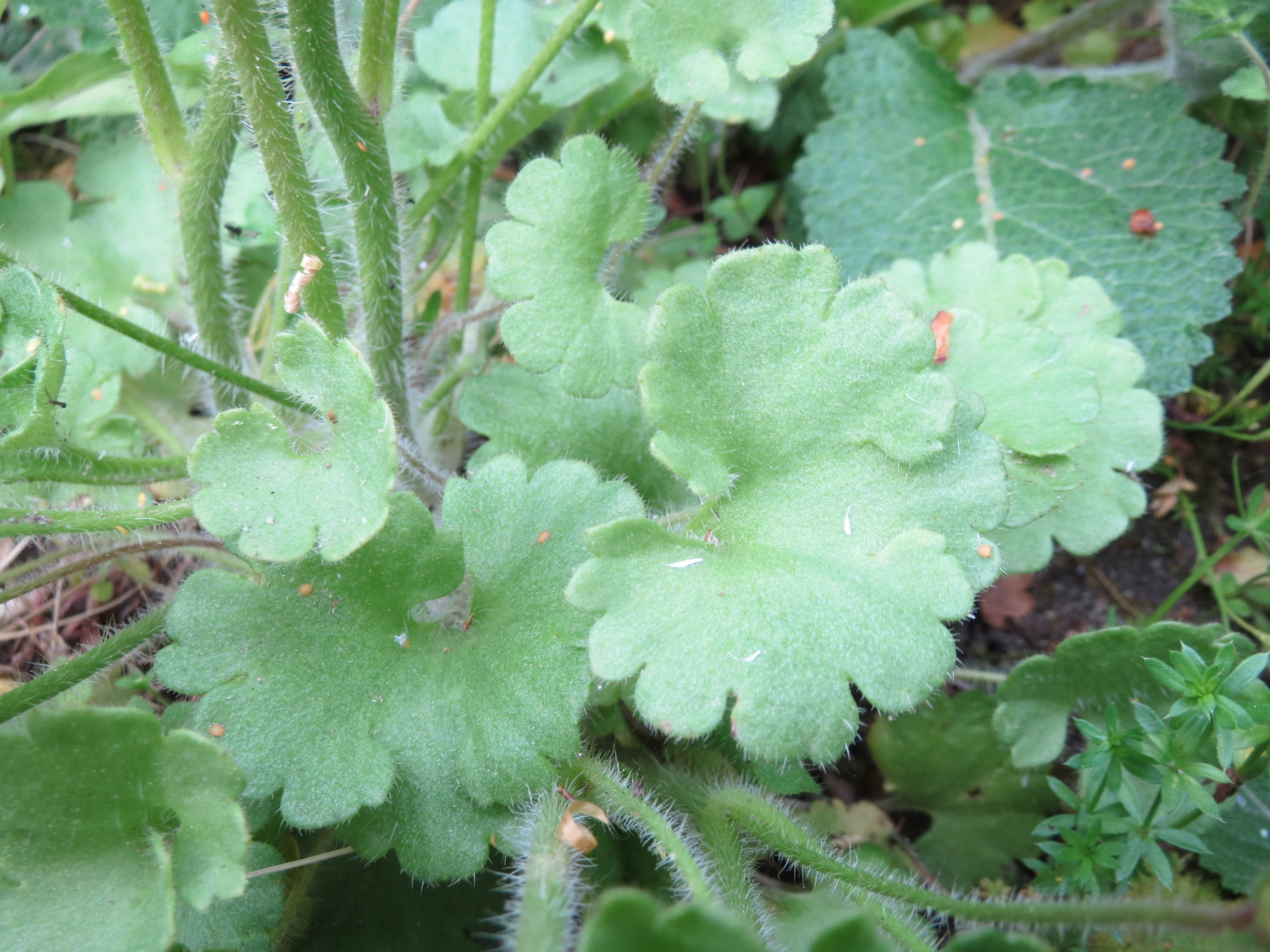
Detalle hojas

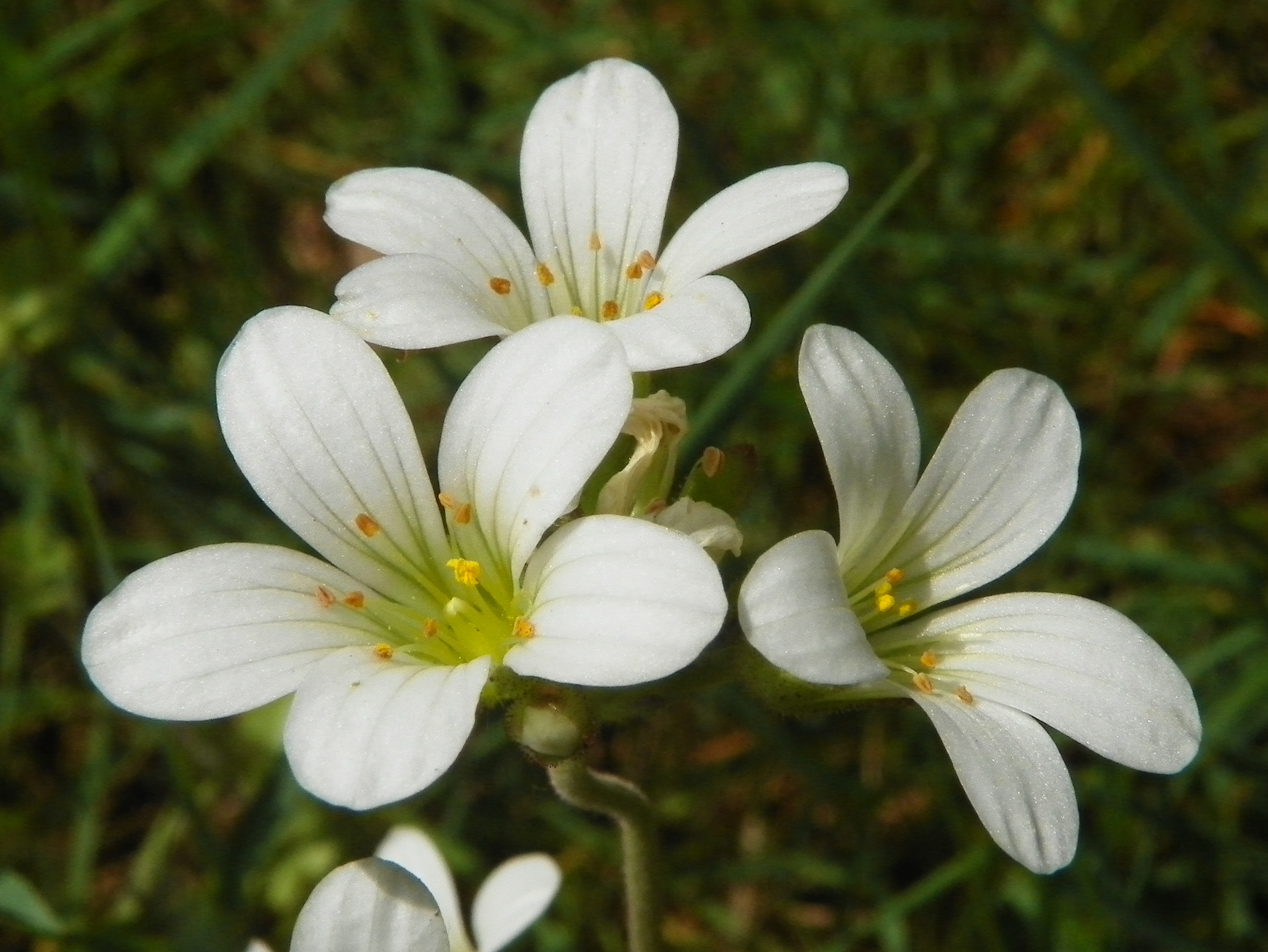
Detalle flores

## Descripción
Planta erecta, perenne, con tallos ramosos por arriba de 10-50 cm. Hojas de largo pecíolo en una roseta laxa, arriñonada, de lóbulos redondeados con bulbillos en axilas foliares. Flores de 1,5 cm de diámetro, en una inflorescencia laxa, aparecen en panículas flojas al extremo de unos tallos ramificados; cáliz velloso con sépalos lanceolado-lineares, más largos que el tubo; pétalos blancos y enteros obovados, el doble de largos que los sépalos, glandulares y oblongos a ovado-triangulares. Fruto en cápsula rematada por los estilos. Florece en primavera.

## Distribución y hábitat
En gran parte de Europa. En España aparece en el Sistema Central y otras cadenas montañosas. Habita en praderas húmedas de montaña.

## Usos
El rizoma es astringente y diurético; reduce los cálculos de hígado y vejiga.[cita requerida]

## Taxonomía
Gentiana granulata fue descrita por Carlos Linneo y publicada en Species Plantarum 1: 398. 1753.
Citología
Número de cromosomas de Saxifraga granulata (Fam. Saxifragaceae) y táxones infraespecíficos: n=26, 28. 2n=52. n=11,22,24,26
Etimología
Saxifraga: nombre genérico que viene del latín saxum, ("piedra") y frangere, ("romper, quebrar"). Estas plantas se llaman así por su capacidad, según los antiguos, de romper las piedras con sus fuertes raíces. Así lo afirmaba Plinio, por ejemplo.
granulata: epíteto latino que significa "glanular".
Sinonimia
- Evaiezoa granulata Raf.
- Saxifraga carnosa
- Saxifraga corymbosa Lucé
- Saxifraga glaucescens Reut.
- Saxifraga granulata subsp. fernandesii Redondo & Horjales
- Saxifraga granulata subsp. glaucescens (Reut.) Rivas Mart., Fern.Gonz. & Sánchez Mata
- Saxifraga penduliflora Bastard
- Saxifraga rouyana Magnier[6]

Híbridos
- Saxifraga x arendsii
- Saxifraga x freibergii
- Saxifraga x haussknechtii
- Saxifraga x prudhommei
- Saxifraga x vivantia[7]

## Nombre común
- Castellano: calafraga, calafraga redonda, calcifraga, campanillas, cañivano, hierba meona, meadera , quebranta la piedra, rompe piedras, quebrantapiedras, salsa fragua, salsafragua, salsifragia, salxifragia, saxifraga blanca, saxifragia, saxifragia blanca, saxifragia con raíz granujienta, saxifragia grande blanca, saxifragia mayor, saxífraga, saxífraga blanca, uvas de gato, zapaticos de la Virgen, zapatitos de la Virgen, zapatos de la Virgen.[8]